# Laboratório Oceanográfico da Escócia

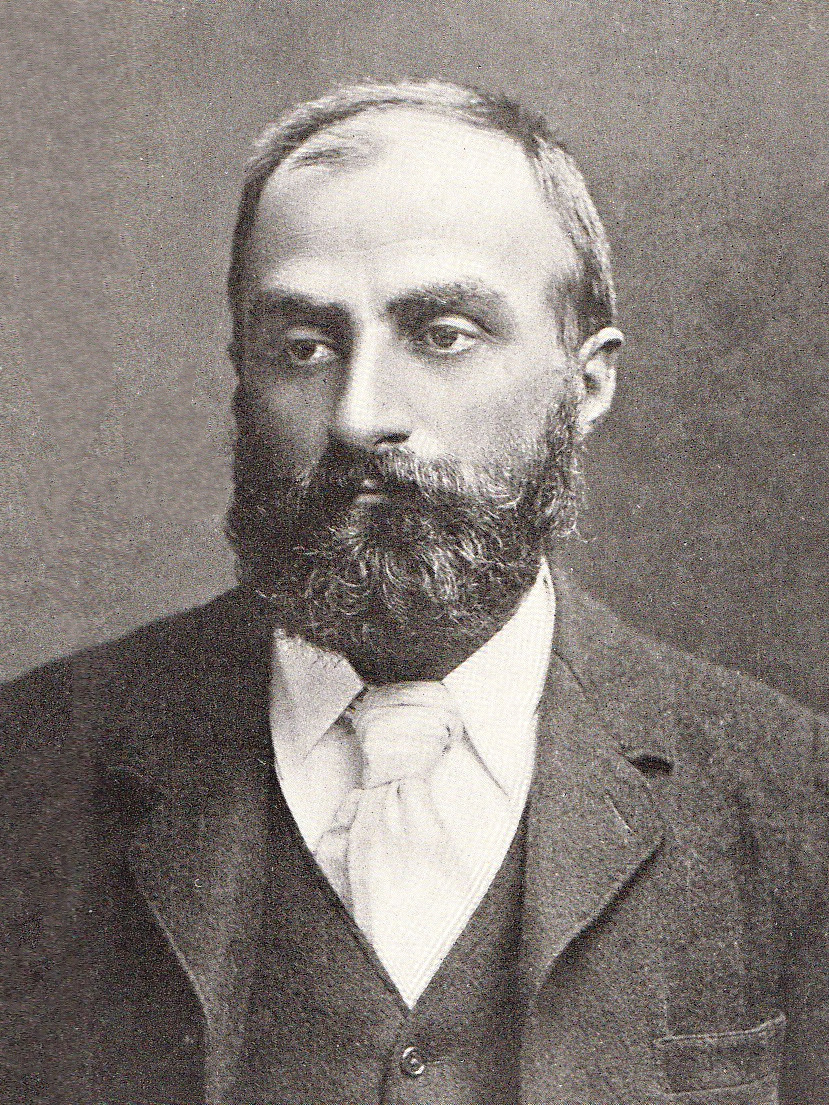
William Speirs Bruce, fundador do Laboratório.

O Laboratório Oceanográfico da Escócia foi criado em 1906 por William Speirs Bruce, que tinha realizado diversas viagens ao Árctico e à Antárctida, e que liderou a  Expedição Nacional Antártica Escocesa (1902–04). Bruce frequentou o curso de Medicina na Universidade de Edimburgo, mas decidiu estudar Ciências Naturais e, dadas as suas variadas experiências, construiu uma reputação como cientista polar. Reuniu um vasto número de espécimenes botânicos, biológicos, zoológicos e geológicos, tal como dados meteorológicos e magnéticos. 
O laboratório, situado em Edimburgo, em Nicolson Street, forneceu um local para analisar, armazenar e expor todo aquele material, e um escritório a partir do qual Bruce podia trabalhar nos relatórios científicos da xpedição, e uma base onde planear novas expedições.
Foi a ambição de Bruce que permitiu que o laboratório se desenvolvesse e transformasse no Instituto Nacional Escocês de Oceanografia. Em Maio de 1914, ocorreu uma reunião para discutir esta possibilidade, e a proposta obteve um apoio significativo dos principais cientistas escoceses. Foi criado uma comissão organizadora, mas o assunto foi suspenso devido à eclosão da guerra, em Agosto de 1914,e nunca mais foi discutido. Em 1919, por falta de fundos, assim como com a sua saúde a fraquejar, Bruce foi forçado a encerrar o laboratório, doando os espécimenes, livros e outro material à Universidade de Edimburgo, à Real Sociedade Geográfica Escocesa e aos Real Museu Escocês.